# イソクエン酸デヒドロゲナーゼ
イソクエン酸デヒドロゲナーゼ（isocitrate dehydrogenase, IDH）は、イソクエン酸と2-オキソグルタル酸とを相互変換する酸化還元酵素である。イソクエン酸デヒドロゲナーゼにはイソクエン酸デヒドロゲナーゼ (NAD+)（EC 1.1.1.41）と、イソクエン酸デヒドロゲナーゼ (NADP+)（EC 1.1.1.42）の2種が存在するがクエン酸回路を構成するのは前者の方である。
クエン酸回路を構成するイソクエン酸デヒドロゲナーゼ (NAD+)は二段階でイソクエン酸から2-オキソグルタル酸に変換している。まず、イソクエン酸（二級アルコール）のオキサロコハク酸（ケトン）への酸化をしたのち、続いてこのオキサロコハク酸のβ-カルボキシル基を脱炭酸することによりα-ケトグルタル酸へ変換される。
もう一方のイソクエン酸デヒドロゲナーゼ (NADP+)も同じ反応をするが、こちらの反応はクエン酸回路とは関係がなく、ミトコンドリア、ペルオキシソームと同様に細胞質基質で行われ、補因子もNAD+ではなくNADP+が使われる。

## エネルギー論
どちらの酵素とも反応全体の自由エネルギーは-8.4 kJ/molである。IDHはVmax（最大反応速度）を低下させることなくイソクエン酸のKM（ミカエリス・メンテン定数 - 詳細はミカエリス・メンテン式を参照）を低下させる。

## 構造
NAD-IDHは、3つのサブユニットからなり、アロステリック制御され、Mg2+またはMn2+イオンを必要とする。既知の構造を持つ最も近いホモログは大腸菌のNADP依存型IDHで、2つのサブユニットと13%の相同性と29%の類似性に基づいたアミノ酸配列を持つ。既知の全てのNADP-IDHsはホモダイマーである。